# 플랑크 힘
플랑크 힘은 기본 플랑크 단위의 정의에서 유도된 힘의 단위이다. 이것은 운동량을 시간으로 나눈 것과 같다.
{\displaystyle F_{P}={\frac {m_{P}c}{t_{P}}}={\frac {c^{4}}{G}}=1.21027\times 10^{44}{\mbox{ N.}}}

## 다른 유도
플랑크 단위는 역시 중력 위치 에너지와 전자기 에너지와 관계되어 있다.
{\displaystyle F_{P}={\frac {Gm^{2}}{r_{G}^{2}}}}
- G는 중력상수
- c는 빛의 속도
- m은 임의의 질량

{\displaystyle r_{G}={\frac {r_{s}}{2}}={\frac {Gm}{c^{2}}}.}
힘의 차원이 길이당 에너지의 비이기 때문에
{\displaystyle F_{P}={\frac {mc^{2}}{\frac {Gm}{c^{2}}}}={\frac {c^{4}}{G}}.}